# Zielgruppe
Unter einer Zielgruppe (englisch target audience) versteht man im Marketing eine bestimmte Menge von Marktteilnehmern, die homogener auf kommunikationspolitische Maßnahmen reagieren als der gesamte Markt. Die Grundlage zur Zielgruppenfindung nach jeweils relevanten Merkmalen ist die Marktsegmentierung.
Als Zielgruppe kann jede Art von Anspruchsgruppe gelten, neben Verbrauchern auch Großhändler oder Meinungsführer.
In der Sozialen Arbeit werden unter Zielgruppen diejenigen Personen gefasst, an die sich eine bestimmte Maßnahme oder ein bestimmtes Angebot richtet. Das können Einzelpersonen, Familien oder Gruppen sein, die ihren Unterstützungswunsch selbst formulieren oder die durch Dritte (Institutionen o. ä.) als hilfebedürftig eingestuft werden.

## Überblick
Die Beschreibung einer Zielgruppe erfolgt oft mit traditionellen Begriffen wie „konservativ“ oder „materialistisch“. Die Definition richtet sich nach soziodemografischen Merkmalen wie Alter, Familienstand, verfügbarem Haushaltseinkommen, geografischem Gebiet nach Nielsengebieten etc., gelegentlich aber auch – und das mit mehr Aufwand – nach psychografischen Merkmalen wie Einstellungen und Werten mit dem daraus resultierenden Konsumverhalten, den Vorlieben, dem Statusbewusstsein, der Art der Kommunikation und dem ästhetischen Empfinden.
Ausschlussmerkmale sind nicht Bestandteile einer Zielgruppenbeschreibung. Es werden höchstens Abgrenzungen formuliert aber nicht, wer nicht zur Zielgruppe gehört.
Die Untersuchung bestimmter Zielgruppen ist Aufgabe der Marktforschung. Ihr Ziel ist die Untersuchung von Zielgruppen, an die sich später einzelne Produktentwicklungen (also das Entwickeln neuer bzw. veränderter Leistungsangebote) und die entsprechenden Kommunikationsmaßnahmen richten. Die sorgfältig formulierte Zielgruppenbeschreibung ist für die nachgelagerte Produktpolitik und die Marktkommunikation, zum Teil auch für die Preispolitik im Marketing eines Angebotes von grundlegender Bedeutung.
Die individualisierte Ansprache von Zielgruppenteilnehmern ist Bestandteil der Verkaufstechnik und der praktischen Verkaufspsychologie. Über Motivationskonzepte wie der Maslowsche Bedürfnispyramide und verschiedene Dominanzstrategien wird versucht, den potenziellen Kunden passgenau anzusprechen und mit der zu verkaufenden Leistung zu identifizieren.
Eine ungenaue Zielgruppendefinition erschwert bzw. verhindert unter Umständen die erfolgreiche Zusammenarbeit der beteiligten Unternehmensbereiche (z. B. Marktforschung, Produktentwicklung etc.). So kann beispielsweise eine Werbeagentur die Gestaltungselemente nur auf eine Zielgruppe abstimmen, wenn diese eindeutig adressierbar ist. So ist die genaue Zielgruppenbestimmung Grundlage des Marketings und muss durch die Produktentwicklung validiert werden, bevor ein Konzept für die Marktkommunikation erstellt werden kann. Es kann für ein Produkt oder eine Dienstleistung durchaus mehrere, klar voneinander abgegrenzte Zielgruppen geben.

## Zielgruppendefinition

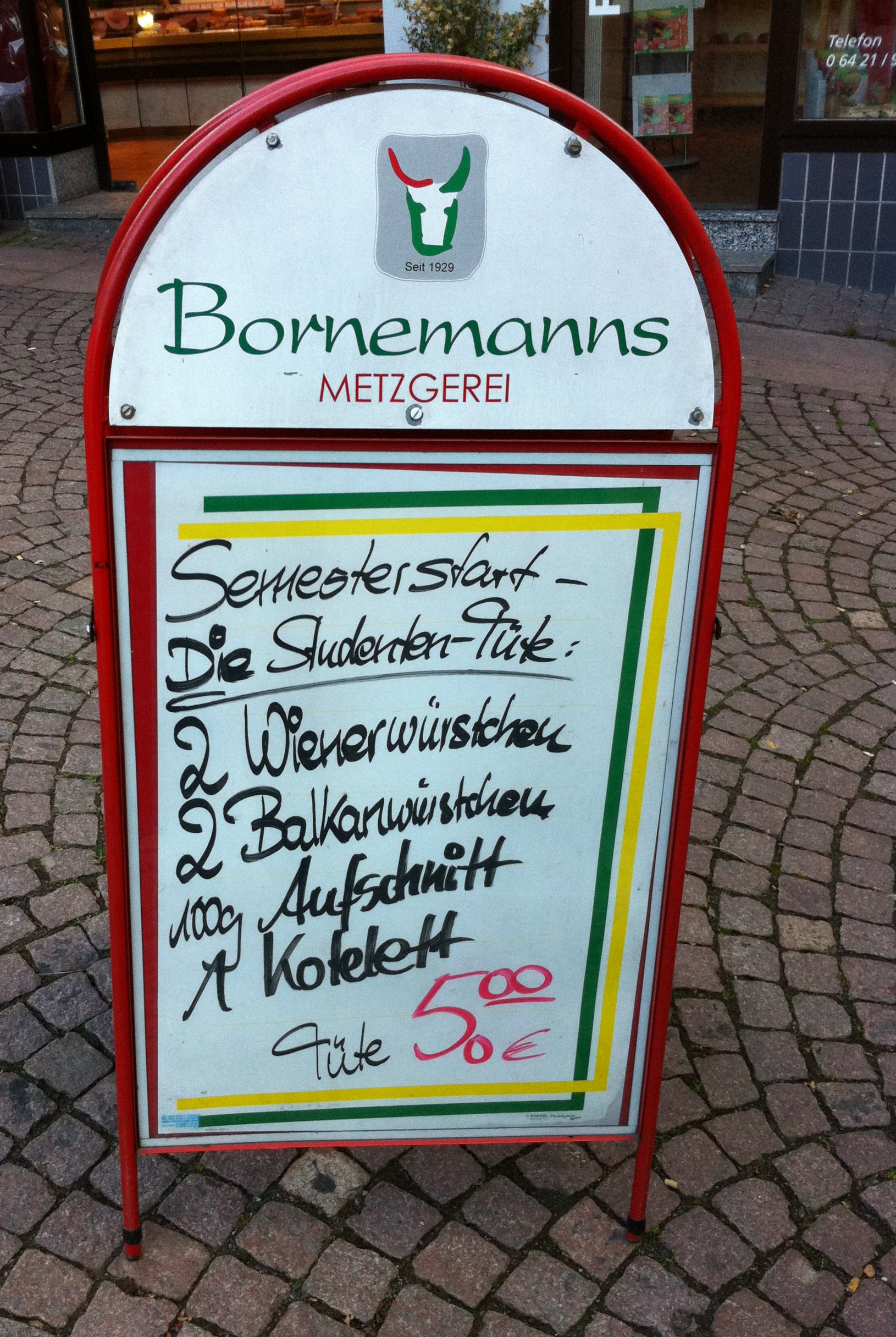
Zielgruppengenaue Werbung vor einem Fleischereifachgeschäft in Marburg

Für jede kunden- und marktorientierte Werbeaktivität ist es wichtig, eine möglichst homogene Zielgruppe zu definieren. Homogene Zielgruppen zeichnen sich durch viele oder spezielle Gemeinsamkeiten im Kaufverhalten aus. Dies erlaubt der Marktforschung oder Marktpsychologie durch Studien deren Verhalten zu beobachten, analysieren und schließlich vorhersagbar zu machen. Ein berechenbares Kaufverhalten kann sich eine Unternehmung zunutze machen und gezielt die einzelnen Marketinginstrumente zur Anwendung bringen.
Eine Zielgruppendefinition steht im Zusammenhang mit Marktsegmentierung.
Es kann sein, dass Zielgruppendefinition für ein Produkt oder eine Dienstleistung regelmäßig überdacht und erneuert werden. Andererseits haben sich in den vergangenen Jahren Zielgruppen herauskristallisiert, die übernational und relativ konstant vorkommen. Beispiele für letztere sind:
- Sinus-Milieus (Verortung nach sozialer Lage, Grundorientierung und gesellschaftlichen Auffassungen)
- SOHO (Akronym für Small Office, Home Office)
- DINK (Akronym für Double income no kids), kinderlose Doppelverdiener
- LOHAS (Akronym für Lifestyle of Health and Sustainability)
- LOVOS (Lifestyles of Voluntary Simplicity)
- WOOF (Akronym für Well off older Folks), wohlhabende Senioren

Dass sich Zielgruppen auflösen und neue definiert werden müssen, hängt zum Beispiel mit Veränderungen der Wettbewerbsbedingungen (Sättigungserscheinungen am Markt, Marktfragmentierung, Wechsel vom technisch geprägten Produkt- zum Kommunikationswettbewerb) oder auch mit Veränderungen der Kommunikationsbedingungen (Reizüberflutung/Information-Overflow, Trend zur Bildkommunikation und Instrumentenvielfalt, hybrides Konsumentenverhalten) zusammen.

### Beispiele für Zielgruppen spezieller Märkte
Im B2C-Markt
- demografische Merkmale (Alter, Geschlecht, Familienstatus, Wohnort usw.)
- sozioökonomische Merkmale (Bildungsstand, Gehalt, Beruf usw.)
- psychografische Merkmale (Einstellung, Motivation, Meinung usw.)
- Kaufverhalten (Preissensibilität, Kaufreichweite usw.)

Im B2B-Markt
- organisatorische Merkmale (Unternehmensgröße, Unternehmensstandort, Marktanteil usw.)
- ökonomische Merkmale (Finanzen, Liquidität, Bestände usw.)
- Kaufverhalten des Unternehmens (Zusammenführende Buying Center, Lieferantentreue, Kaufzeitpunkt usw.)
- personenbezogene Merkmale oder Charakteristika der Entscheidungsträger der Unternehmen (Informationssammlung, Zeitdruck, innovationsfreudig usw.)

In der Sozialen Arbeit
- demografische Merkmale (Alter, Geschlecht, Familienstatus, Wohnort, Einzugsgebiet, Migrationshintergrund usw.)
- sozioökonomische Merkmale (Bildungsstand, Erwerbstätigkeit, Einkommen usw.)
- psychografische Merkmale (Einstellung, Motivation, Potenziale, Stärken, Schwächen, Wünsche, Hoffnungen usw.)
- Förderbedarfe bzw. Bedürftigkeit (Gesundheitszustand, Mangel, Defizite, Problembewusstsein usw.)

### Beispiel einer konkreten Zielgruppendefinition
„Die Zielgruppe für Beamer in Deutschland umfasst geschlechtsneutral internationale Marktteilnehmer im Alter von 28 bis 48 Jahren mit einem verfügbaren Jahreseinkommen ab ca. 20.000 Euro, die vorwiegend beruflich als Weiterbilder tätig sind, im häuslichen Bereich gesteigerten Wert auf hohe Darstellungsqualität von Video- oder Fernsehdarstellung legen, im gastronomischen Bereich als Pächter bzw. Eigentümer einer Schankstelle Gäste betreuen sowie gewerbliche Abnehmer in vorgenannten Bereichen und Hotels ab drei Sterne Kategorisierung. Geografisch kann eine erhöhte Präsenz in Ballungszentren angenommen werden.“

## Werberelevante Alterszielgruppe
Die Zuschauer- und Zuhörerschaft der 14- bis 49-Jährigen bei Fernseh- und Hörfunksendern wird in Deutschland klassisch als werberelevante Zielgruppe bezeichnet und gilt in der Branche als zweite relevante Messgröße neben der Gesamtreichweite. Inzwischen gibt es auch in Deutschland neue Definitionen der werberelevanten Zielgruppe, zum Beispiel als Gruppe der 20- bis 59-Jährigen. 
Diese vom Alter her eingegrenzte Art der Quotenerhebung wird oft kritisiert. Ihren Ursprung hat sie in der Entwicklung des amerikanischen Fernsehmarktes Ende der 1950er Jahre, als das Network ABC nach Reichweitenverlusten auf ein jüngeres Publikum gesetzt hatte und es ihm dank der neuen Zielgruppendefinition eine bessere Werbevermarktung ermöglichte. Seinerzeit war die Definition jedoch an die damalige demografische Entwicklung in den USA gekoppelt. In Deutschland wurde sie vom früheren RTL-Vermarktungschef Uli Bellieno unter Helmut Thoma eingeführt, jedoch gab es hier keine demografische Rechtfertigung für eine solche Alterszielgruppeneingrenzung, weshalb sie teilweise als willkürliche Festlegung in der Kritik steht.